# Doença de Charcot-Marie-Tooth
A doença de Charcot-Marie-Tooth (CMT), também conhecida como atrofia fibular muscular (APM), é um conjunto de neuropatias de etiologia genética que afectam os nervos periféricos, podendo apresentar uma sintomatologia muito variada. Esquematicamente, a CMT atinge os nervos periféricos, que conectam a medula espinhal aos músculos, ocasionando uma perturbação na condução dos impulsos nervosos.
Embora relativamente rara, é uma das formas mais comuns do grupo de neuropatias motoras e sensitivas hereditárias (NMSH); em sua forma hipertrófica,  apresenta-se na infância (NMSHI).  É uma doença desmielinizante, isto é, provoca danos na bainha de mielina dos neurônios dos nervos periféricos e a degeneração  dos axônios, responsáveis pela condução dos impulsos elétricos. Assim, nos nervos afetados, a condução de sinais fica comprometida, o que causa prejuízos na sensação (diminuição da sensação dos membros, em especial das pernas e pés), movimento, cognição e outras funções dependendo dos nervos envolvidos. A doença caracteriza-se por debilidade e atrofia muscular progressiva  da panturrilha (atrofia muscular fibular), podendo ocasionar incapacidade progressiva, com déficits sensitivomotores e problemas ortopédicos (pé cavo). Tipicamene, causa problemas com a marcha, todavia não afeta a esperança de vida, não causa retardo mental e  pode afetar homens ou   mulheres, como um caráter recessivo ou associado ao cromossomo X, caso em que afeta somente à linhagem masculina, dado que, nos homens, praticamente todos os genes do cromossomo X se expressam, sejam eles dominantes ou recessivos.
Em geral, a CMT evolui lentamente, mas também pode progredir em surtos.
A forma mais frequente de neuropatia de CMT é a 1A (CMT1A), de herança autossômica dominante, decorrente de uma duplicação da PMP22().
Existem vários tipos, classificados de acordo com a parte do nervo que é atingida (mielina ou axônio) e o modo de transmissão (caráter recessivo ou dominante). Nos casos mais graves pode ocorrer a atrofia dos músculos, e as pessoas afectadas podem perder a capacidade de se movimentar. É comum, no entanto, que os doentes apresentem sintomas muito leves, podendo jamais  se aperceber de que sofrem de CMT.
A doença de Charcot-Marie-Tooth não deve ser confundida com a esclerose lateral amiotrófica (doença de Charcot), que é muito mais grave.
Normalmente a CMT é diagnosticada por uma  (para a descoberta da neuropatia), seguida de um exame genético para a confirmação (ou descarte) da doença.

## História
A doença foi descrita pela primeira vez em 1884 por Friedrich Schultze (1848-1934), mas as descrições clássicas foram publicados em 1886 por Jean-Martin Charcot e Pierre Marie, na França, e Howard Henry Tooth, em Londres, resumindo o tratamento por Johann Hoffmann, em 1889. Em fevereiro de 1886, Charcot e seu aluno, Pierre Marie,  descreveram cinco casos dessa atrofia muscular progressiva, que foi considerada como decorrente de uma mielopatia. Esta foi a última contribuição importante de Charcot para a neurologia ortodoxa. No mesmo ano, Howard H. Tooth defendeu sua tese de doutorado na Universidade de Cambridge, com o título "O tipo peronial de atrofia muscular progressiva". Ele enfatizou a atrofia inicial do músculo fibular e defendeu a ideia de que se tratava de uma neuropatia periférica. Casos semelhantes já haviam sido relatados por Hermann Eulenburg (1814-1902) em 1856, e por Hermann Eichhorst (1849-1921), Alexander William Hammond (1828-190) e Joseph Ardern Ormerod (1848-1925), mas o trabalho de Charcot e Marie introduziu o novo conceito,  segundo o qual a doença tinha uma base neuropática, não sendo uma miopatia. and the Briton Howard Henry Tooth (1856–1925).
Também o português jovem músico e autor (do livro de poesia "ContraBaixo"), Diogo Lopes, é portador de CMT tipo 1A. Diagnosticado aos 10 anos,  agora com 15 anos,  fundou a Associação Portuguesa de Charcot-Marie-Tooth e realizou o 1 ° Encontro Nacional de Portadores, possibilitando, pela primeira vez em Portugal, um encontro entre pares a todos os portadores. http://www.facebook.com/diogorocknroll
http://www.facebook.com/associacao.portuguesa.charcot.marie.tooth
http://www.facebook.com/livrocontrabaixo

### No Brasil
Estima que cerca de 80 mil pessoas, são portadoras da doença no Brasil, pode encontrar a Associação Brasileira dos Portadores de Charcot -Marie-Tooth pelo site http://abcmt.org.br/

### Etiologia genética
"A neuropatia de Charcot-Marie-Tooth apresenta heterogeneidade genética: mutações genéticas localizadas em diferentes cromossomos podem produzir quadros clínicos muito semelhantes. O mecanismo de herança pode ser autossômico dominante, recessivo ou ligado ao cromossomo X. O avanço dos estudos moleculares, nos últimos anos, tem colaborado na melhor caracterização e no diagnóstico de vários tipos e subtipos das neuropatias periféricas hereditárias de CMT e também da neuropatia hereditária sensível à compressão. Medidas da velocidade de condução nervosa motora, obtidas através da eletroneuromiografia, são utilizadas para classificar a CMT em dois grupos principais: tipo 1 (CMT1), na qual os pacientes têm velocidade de condução nervosa diminuída, e tipo 2 (CMT2), onde a velocidade é normal ou um pouco aumentada. A forma mais frequente de neuropatia de CMT é a forma 1A (CMT1A), de herança autossômica dominante, que é causada por uma duplicação de uma região específica do cromossomo 17, denominada 17p11.2-p12."
"A deleção (perda) dessa mesma região em 17p11.1-p12 é responsável pela neuropatia hereditária sensível à compressão (HNPP). Essa neuropatia tem como sintoma característico a ocorrência de lesão dos nervos como resposta a fatores externos como pressão, alongamento ou uso continuado, levando a episódios de dormência, formigamento e fraqueza muscular. O gene PMP22, localizado no intervalo duplicado na CMT1A e deletado na HNPP, é o responsável pelas manifestações clínicas das duas doenças. Já foram descritos casos dessas neuropatias com mutações de ponto em PMP22."

### Sintomas
Normalmente a CMT é descoberta nas duas primeiras décadas de vida, e praticamente não apresenta progressões nas décadas seguintes. Porém, suas características e efeitos podem variar muito, em cada caso. Há portadores que apenas apresentam pequenas alterações na movimentação  das mãos, por exemplo. Assim, muitas vezes o indivíduo não se sabe portador da doença até a 5ª ou 6ª década da vida. Mas há também casos mais graves que podem gerar, por exemplo, sérias dificuldades de locomoção ou até mesmo paralisia.

### Diagnóstico
O diagnóstico de CMT requer uma série de testes feitos em sequência. Em primeiro lugar é realizada uma entrevista com o doente, que tem como objectivo determinar os antecedentes (sintomas e cronologia) da doença no indivíduo e os antecedentes familiares, visando identificar, na sua família, outras pessoas que possam apresentar sintomas semelhantes. Segue-se um exame neurológico, em o médico irá determinar o estado dos músculos dos membros superiores e inferiores, os reflexos de tendões e a sensibilidade dos membros. O médico pode procurar ainda indícios de deformações no pé.
Caso os músculos do doente se apresentem flácidos e/ou atrofiados e o reflexo de tendões e sensibilidade sejam reduzidos, o doente fará um conjunto de testes de electrodiagnóstico. São então realizados estudos de condução de impulsos nervosos e uma electromiografia, que permite determinar a actividade bioeléctrica dos músculos.
Se, após a realização desses exames, o diagnóstico indicar que o doente tem uma elevada probabilidade de sofrer de CMT, será realizada uma biópsia de um nervo periférico, exame que confirma se o doente sofre ou não da doença. Em 2008 já existiam vários testes genéticos que permitem determinar se o doente possui ou não algumas das mutações conhecidas que são responsáveis pela CMT.
Dada a variabilidade clínica bastante ampla, sendo sutis as variações entre os diferentes tipos, o diagnóstico diferencial entre casos de Charcot-Marie-Tooth só é possível através de exames moleculares (exames de DNA).
No caso da neuropatia de Charcot-Marie-Tooth tipo 1A e da  neuropatia hereditária sensível à compressão (HNPP), é possível confirmar o diagnóstico pela identificação, respectivamente, de duplicações e deleções em 17p11.1-12. Mutações de ponto do gene PMP22 podem também ser investigadas. Indivíduos afetados por CMT1A ou HNPP apresentam risco de 50% de transmitir a neuropatia a seus descendentes.
A USP possui um avançado laboratório no Centro de Estudos do Genoma Humano do Instituto de Biociências (CEGH-IB), onde, através de um exame laboratorial, torna-se possível identificar qual tipo de Charcot-Marie-Tooth o doente possui. O CEGH-IB realiza testes para a pesquisa de duplicações, deleções e mutações de ponto do gene PMP22.

#### Diagnóstico pré-implantacional
Atualmente existe a possibilidade de se realizar um exame chamado PGD (Pre-Implantation Genetic Diagnosis), que pode ser traduzido como DPI (Diagnóstico Pré-Implantacional), o qual pode ser utilizado no processo de FIV - Fertilização in vitro, com o objetivo de diagnosticar nos embriões a existência de alguma doença genética ou cromossômica antes da implantação no útero da mãe. 130 doenças podem ser prevenidas com essa técnica, inclusive alguns casos de Charcot-Marie-Tooth
A Charcot-Marie-Tooth Association oferece diversos serviços e esclarecimentos  de especialistas sobre a doença.

### Tratamento
Normalmente, o tratamento se resume a sessões de fisioterapia, com fortalecimento dos músculos; alongamento dos tendões, ajudando a prevenir ou atrasar deformidades e também hidroterapia.

#### Efeitos da fisioterapia sobre a CMT
O texto que se segue é um conjunto de excertos da monografia intitulada Efeitos da Fisioterapia Associada ao Kickboxing na Doença de Charcot-Marie-Tooth: Estudo de Caso.
"As neuropatias de Charcot-Marie-Tooth são conhecidas também como neuropatias motoras e sensoriais hereditárias. Formam um grupo heterogêneo de doenças genéticas que afetam nervos periféricos motores e sensoriais, com diferentes padrões de herança, evoluções clínicas e características eletroneuromiográficas. É dos grupos mais comuns de neuropatias genéticas, afetando crianças e adultos com uma freqüência relativamente alta (um caso para 2.500 pessoas). Essas doenças caracterizam-se por provocar uma degeneração lenta e progressiva dos nervos periféricos, levando à atrofia e à fraqueza dos músculos distais dos membros. Muitas vezes, causam deformidades das mãos e dos pés, alterações da sensibilidade e dos reflexos dos tendões. Em 97% dos indivíduos portadores da forma herdada, a primeira manifestação da doença acontece até os 27 anos de idade. Apenas uma pequena porcentagem desses pacientes chega a procurar a ajuda de médicos, pois geralmente os sintomas são leves e os pacientes se acostumam às limitações."